# Hươu Yarkand
Hươu Yarkand hay còn gọi là hươu Tarim hay hươu Lop Nor (Danh pháp khoa học: Cervus elaphus yarkandenis) là một phân loài của loài hươu đỏ có nguồn gốc từ vùng Trung Á. 

## Đặc điểm
Hươu Yarkand là có một màu đỏ rõ rệt theo ánh sáng màu với một miếng vá màu sáng lớn, bao gồm cả đuôi. Gạc của nó thường có năm nhánh với một ngã ba thiết bị đầu cuối chỉ về phía trước. Các nhánh thứ năm thường lớn hơn các thứ tư và nghiêng vào phía trong.
Nó tương tự như trong hệ sinh thái của sự phân bố phân loài hươu Đại Hạ trong việc chiếm hành lang ven sông đất thấp bao quanh bởi sa mạc. Cả hai quần thể được cô lập với nhau bởi dãy núi Thiên Sơn và có thể tạo thành một phân nhóm nguyên thủy của hươu đỏ.
Những con hươu Yarkand sống trong bồn địa Tarim khu vực rừng rụng lá rừng và vùng sinh thái đồng bằng trong lưu vực Tarim của tỉnh Tân Cương thuộc Trung Quốc (Đông Turkestan). Chúng phụ thuộc vào hành lang ven sông vùng đồng bằng nơi có thức ăn và nơi trú ẩn, chúng không di chuyển nhưng có thể phân tán thành các vùng sa mạc giáp vào ban đêm hoặc vào thời điểm có nhiệt độ lạnh.